# ميهايلو رادونوفيتش
ميهايلو رادونوفيتش مواليد 27 مارس 1996 في بودغوريتسا، صربيا والجبل الأسود، هو لاعب كرة سلة مونتينيغري. بدأ مسيرته الاحترافية في سنة 2014. يحمل الرقم 8. لعب مع نادي بودوشنوست لكرة السلة في الدوري المونتينيغري لكرة السلة ونادي مورنار بار لكرة السلة في دوري أبطال أوروبا لكرة السلة.

## روابط خارجية
- ميهايلو رادونوفيتش على موقع كرة السلة الأوروبية.كوم (الإنجليزية)
- ميهايلو رادونوفيتش على موقع ريلجم (الإنجليزية)
- ميهايلو رادونوفيتش على موقع بروبوليرز (الإنجليزية)